# دهستان پهونتنچهو
دهستان پهونتنچهو (به لاتین: Phuentenchhu Gewog) یک دهستان در کشور بوتان است که در ناحیهٔ تسیرنگ واقع شده‌است.